# Куп Хрватске у фудбалу 2010/11.
Куп Хрватске у фудбалу 2010/11. је двадесета сезона националног купа. 
Титулу брани Хајдук из Сплита који је у прошлој сезони освојио пехар победом над Шибеником у две утакмице 2:1 и 2:0.
У Купу учествује 48 клубова.
У предтакмичење играју 32 клуба. Победници ових сусрета (16 клубова) настављају такмичење са 16 клубова Прве лиге у шеснестини купа. У предтакмичењу учествују следећи клубови:
- 21 екипа победника такмичења за Жупанијски куп
- 11 екипа финалиста Жупанијског купа из 11 жупанијских фудбалских савеза са највећим бројем регистрованих фудбалских клубова.

У предтакмичењу, шеснаестини и осмини финала игра се једна, а од четвтфинала до финала две утакмице.

## Календар такмичења
| Ниво          | Датум                  | Број | Клубови | Нови клубови |
| ------------- | ---------------------- | ---- | ------- | ------------ |
| Предтакмичење | 25. август 2010        | 16   | 48 → 32 | нема         |
| Прво коло     | 22. септембар 2010     | 16   | 32 → 16 | 16           |
| Друго коло    | 27. октобар 2010       | 8    | 16 → 8  | нема         |
| Четвртфинале  | 10 и 24. новембар 2010 | 8    | 8 → 4   |              |
| Полуфинале    | 6 и 20. априла 2011    | 4    | 4 → 2   |              |
| Финале        | 11 и 25. мај 2011      | 2    | 2 → 1   |              |

## Квалификације
Жреб за квалификације је одржан 4. августа, а утакмице су игране 25. и 1. септембра 2010.. Играло се по једноструком куп систему (једна утакмица, а поражени напушта такмичење).
| Бр. меча | Домаћин, место              | Резултат       | Гост, место                    |
| -------- | --------------------------- | -------------- | ------------------------------ |
| 1        | Загора, Унешић              | 3:0            | Јединство Омладинац, Недешћина |
| 2        | Опатија, Опатија            | 2:1            | Велебит, Бенковац              |
| 3        | Змај, Блато                 | 1:1, (2:3 пен) | Карловац. Карловац             |
| 4        | Пазинка, Пазин              | 1:2            | Задругар                       |
| 5        | Врбовец, Врбовец            | 4:2 прод.      | Младост, Церник                |
| 6        | Младост, Петриња            | 1:2            | БСК, Бијело Брдо               |
| 7        | Међимурје, Чаковец          | 2:0            | Хрваце,                        |
| 8        | Мославина, Кутина           | 3:0            | Гај, Маче                      |
| 9        | Ностерија, Нуштар           | 3:2            | Новаља, Новаља                 |
| 10       | Граничар, Жупања            | 2:1            | Олимпија, Осијек               |
| 11       | МВ Кроација, Славонски Брод | 2:01           | Слобода, Славковец             |
| 12       | Бјеловар, Бјеловар          | 4:4 (3:4 пен)  | Сухопоље, Сухопоље             |
| 13       | Подравац,                   | 0:1            | Рудар 47, Ладање Доње          |
| 14       | Виноградар, Јастребарско    | 1:2 (прод)     | Локомотива, Загреб             |
| 15       | Славија, Плетерница         | 7:0            | Билогорац,                     |
| 16       | Рудеш, Загреб               | 7:0            | Борец, Имбровец                |

Легенда
- 1: Утакмица одиграна 1. септембра.

## Прво коло
Жреб за први круг је одржан 2. септембра, а утакмице су одигране 21. и 22. септембра 2010.
| Бр. меча | Домаћин, место              | Резултат    | Гост, место                 |
| -------- | --------------------------- | ----------- | --------------------------- |
| 1        | Задругар                    | 0:6         | Динамо Загреб               |
| 2        | Рудар 47, Ладање Доње       | 2:10*       | Хајдук Сплит                |
| 3        | Ностерија, Нуштар           | 2:4         | Ријека, Ријека              |
| 4        | БСК, Бијело Брдо            | 0:2         | Вараждин, Вараждин          |
| 5        | Опатија, Опатија            | 0:1         | Славен Белупо, Копривница   |
| 6        | Врбовец, Врбовец            | 0:2         | Загреб, Загреб              |
| 7        | Славија, Плетерница         | 3:4 (прод)  | Шибеник, Шибеник            |
| 8        | Рудеш, Загреб               | 0:3         | Цибалија, Винковци          |
| 9        | Локомотива, Загреб          | 1:2         | Интер Запрешић, Запрешић    |
| 10*      | МВ Кроација, Славонски Брод | 1–2         | Осијек, Осијек              |
| 11       | Граничар, Жупања            | 0:2         | Поморац, Кострена           |
| 12       | Сухопоље, Сухопоље          | 3:1         | Сегеста, Сисак              |
| 13       | Загора, Унешић              | 2:4 (прод.) | ХАШК, Загреб                |
| 14       | Међимурје, Чаковец          | 3:1         | Конављанин, Чилипи          |
| 15       | Истра 1961, Пула            | 3:1         | Хрватски драговољац, Загреб |
| 16*      | Карловац. Карловац          | 5:0         | Мославина, Кутина           |

Легенда
- 1: Утакмице одигране 21. септембра.

## Друго коло
Утакмице су одигране 26. и 27. октобра 2010.
| Бр. меча | Домаћин, место            | Резултат  | Гост, место        |
| -------- | ------------------------- | --------- | ------------------ |
| 1        | Карловац, Карловац        | 0:2       | Динамо Загреб      |
| 2        | Хајдук Сплит              | 0:1 Прод. | Истра 1961, Пула   |
| 3        | Ријека, Ријека            | 3:1 *     | Међимурје, Чаковец |
| 4        | Вараждин, Вараждин        | 1:0*      | ХАШК, Загреб       |
| 5        | Славен Белупо, Копривница | 0:1       | Сухопоље, Сухопоље |
| 6        | Поморац, Кострена         | 0:1 *     | Загреб, Загреб     |
| 7        | Осијек, Осијек            | 2:1       | Шибеник, Шибеник   |
| 8        | Интер Запрешић, Запрешић  | 0:3       | Цибалија, Винковци |

* Утакмице одигране 26. октобра.

### Четвртфинале
| Утак. | Клуб, Место        | Укупан резултат | Клуб, Место               | 1. утак. 10. новембар | 2. утак. 24. новембар |
| ----- | ------------------ | --------------- | ------------------------- | --------------------- | --------------------- |
| 1     | Вараждин, Вараждин | 6:3             | Ријека, Ријека            | 2:1                   | 4:2                   |
| 2.    | Загреб, Загреб     | 2:6             | Славен Белупо, Копривница | 1:1                   | 1:5                   |
| 3.    | Истра 1961, Пула   | 2:5             | Цибалија, Винковци        | 2:3                   | 0:2                   |
| 4.    | Динамо, Загреб     | 5:1             | Осијек, Осијек            | 2:0                   | 3:1                   |